# El Coll (Rupit i Pruit)
El Coll és una masia al nord del terme municipal de Rupit i Pruit (Osona) inclosa a l'Inventari del Patrimoni Arquitectònic de Catalunya.

## Arquitectura
Masia de planta rectangular coberta a dues vessants i amb el carener perpendicular a la façana, situada a migdia. Consta de planta baixa, primer pis i golfes, i té la cabana adossada. La façana presenta el portal d'arc de mig punt format per grosses dovelles i a sobre, a ran de les dovelles, hi ha una finestra allindada amb l'ampit decorat. El primer pis, tant a la part de migdia com a ponent té finestres decorades amb motllures goticitzants i algunes amb espieres. Al nord s'hi adossa una altra construcció.
És construïda amb pedra unida amb calç i les obertures i escaires estan formats per grossos carreus ben treballats.
La cabana és de planta rectangular coberta a dues vessants i amb el carener perpendicular a la façana la qual està situada a migdia. Consta de planta baixa, pis i golfes. S'adossa al mas, tapant-li gairebé mitja façana, mitjançant un cos un xic reculat i on s'obre un balcó. La façana presenta un arc de mig punt central i un portal rectangular, al qual s'accedeix mitjançant uns graons arrodonits. Al primer pis s'hi obren finestres d'arc còncau, amb espieres. La façana té un rellotge de sol.
És construïda amb pedra unida amb calç, les obertures són de pedra picada.
La cambreria és un edifici de planta rectangular amb el carener paral·lel a la façana, situada a ponent. Consta de planta baixa, primer pis i golfes. La façana presenta un portal rectangular i sis finestres distribuïdes simètricament amb petits ampits motllurats. A tramuntana i a llevant s'hi adossen construccions. És construïda amb lleves de pedra unides amb fang i morter de calç i les obertures són de pedra picada.

## Història
Al fogatge de la parròquia i terme de Sant Andreu de Pruit del 12 d'octubre de 1553 s'hi troba registrat el mas Coll, habitat per un tal Joan Aquest mas està unit a la cabana i a la cambreria i, igual que aquesta última, fou reformat al segle xvii. El fet de tenir tantes dependències dona constància de la importància de la masia. Un portal del primer pis, interior, està datat al 1692. La cambreria era habitada pel cambrer del mas. Actualment està convertit en habitatge.